# Peristedion barbiger
Peristedion barbiger är en fiskart som beskrevs av Garman, 1899. Peristedion barbiger ingår i släktet Peristedion och familjen Peristediidae. Inga underarter finns listade i Catalogue of Life.